# Dwight Yoakam

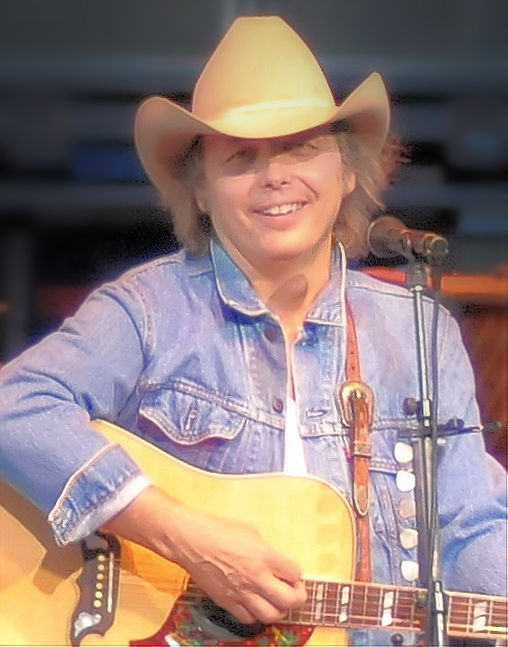
Dwight Yoakam beim San Diego County Fair 2008 in Del Mar.

Dwight David Yoakam (* 23. Oktober 1956 in Pikeville, Kentucky) ist ein US-amerikanischer Country-Sänger, Songschreiber und Schauspieler. Der zweifache Grammy-Preisträger hat im Laufe seiner Karriere über elf Millionen Platten verkauft.

## Leben

### Anfänge
Er begann bereits im Alter von sechs Jahren Gitarre zu spielen. Erste schauspielerische Erfahrungen sammelte er bei Schulaufführungen. Nach einem abgebrochenen Studium beschloss Yoakam, sich als Country-Musiker zu versuchen, und zog 1977 nach Nashville. Zu dieser Zeit wurde der Mainstream-Country stark durch Pop-Einflüsse bestimmt. Es war der Höhepunkt der Urban Cowboy Bewegung. Der sich an Buck Owens und Merle Haggard und ihrem Bakersfield Sound orientierende Dwight Yoakam fand mit seinem raueren Stil wenig Anklang und wechselte daraufhin nach Los Angeles, wo die Szene für traditionelle Country-Musik aufnahmebereiter war.

### Musikkarriere
Yoakam fasste schnell Fuß in der kalifornischen Szene. Sein Publikum setzte sich nicht nur aus Country-Enthusiasten zusammen, sondern auch aus Rock-Anhängern und sogar aus Punks. Seinen Lebensunterhalt verdiente er sich als Lastwagenfahrer. Ein selbst finanziertes Album verschaffte ihm 1984 einen Plattenvertrag beim Reprise-Label. 1986 erschien sein Debüt-Album Guitars, Cadillacs, Etc. Etc. Sein Erstlingswerk wurde über eine Million Mal verkauft und die Singleauskopplungen erreichten hohe Platzierungen in den Country-Charts.
Auch sein zweites Album, Hillbilly Deluxe, war erfolgreich. Mit einer Single aus seinem dritten Album schaffte er 1988 seinen ersten Nummer-1-Hit: Streets of Bakersfield. Er nahm diesen Song gemeinsam mit seinem Idol Buck Owens auf. Auch die nachfolgenden Produktionen erreichten durchweg hohe Hitparaden-Platzierungen. Der etwas eigenwillige und unangepasste Yoakam blieb mit seinen Verkaufszahlen aber oft hinter Countrystars wie George Strait oder Randy Travis zurück.
1993 spielte er sein allgemein als bestes angesehenes Album This Time ein. Es verkaufte sich 1,9 Millionen Mal und brachte eine Reihe Singles hoch in die US-Country-Charts. Für die Singleauskopplung Ain’t That Lonely Yet wurde er mit einem Grammy ausgezeichnet.
2016 nahm er mit Swimmin’ Pools, Movie Stars ... ein Bluegrass-Album auf, das die Top 10 der Country- und Platz eins der Bluegrass-Charts erreichte und eine Coverversion von dem Prince-Song Purple Rain enthält.

### Schauspielerei
Parallel zur Musiker-Laufbahn entwickelte sich seine Karriere als Schauspieler. Den ersten kleinen Auftritt hatte er 1993 im Nicolas-Cage-Dennis-Hopper-Film Red Rock West. Im Abspieltrailer ist sein Song A Thousand Miles from Nowhere zu hören. Seine erste Hauptrolle bekam er 1996 in Sling Blade – Auf Messers Schneide. In South of Heaven, West of Hell führte er außerdem Regie. 2002 spielte er die Rolle des maskierten „Raoul“ in Panic Room.
2006 bekam er eine Nebenrolle in Crank, in welchem er neben Jason Statham als Doktor Miles spielt. Diese Rolle führte er außerdem 2009 in Crank 2: High Voltage fort.

## Instrumente
Dwight Yoakam spielt vorzugsweise Westerngitarren von Gibson, hauptsächlich J-45- und Dove-Modelle. Ihm zu Ehren brachte die Firma die Dwight Yoakam Honky Tonk Deuce-Signature-Gitarre heraus.
Daneben verwendet er eine 1972er Martin D-28. Die Firma ehrte ihn dafür mit ihrer Dwight Yoakam DD28 Signature Edition.

## Diskografie
Studioalben

| Jahr | Titel Musiklabel Katalog-Nr.                   | Höchstplatzierung, Gesamtwochen, AuszeichnungChartplatzierungen (Jahr, Titel, Musiklabel Katalog-Nr., Platzierungen, Wochen, Auszeichnungen, Anmerkungen) | Höchstplatzierung, Gesamtwochen, AuszeichnungChartplatzierungen (Jahr, Titel, Musiklabel Katalog-Nr., Platzierungen, Wochen, Auszeichnungen, Anmerkungen) | Höchstplatzierung, Gesamtwochen, AuszeichnungChartplatzierungen (Jahr, Titel, Musiklabel Katalog-Nr., Platzierungen, Wochen, Auszeichnungen, Anmerkungen) | Höchstplatzierung, Gesamtwochen, AuszeichnungChartplatzierungen (Jahr, Titel, Musiklabel Katalog-Nr., Platzierungen, Wochen, Auszeichnungen, Anmerkungen) | Anmerkungen                                                                                         |
| Jahr | Titel Musiklabel Katalog-Nr.                   | CH | UK | US | Country | Anmerkungen                                                                                         |
| ---- | ---------------------------------------------- | --- | --- | --- | --- | --------------------------------------------------------------------------------------------------- |
| 1986 | Guitars, Cadillacs, Etc., Etc. Reprise 25372   | — | — | US61 ×2Doppelplatin · (65 Wo.)US | Country1 (142 Wo.)Country | Erstveröffentlichung: 3. März 1986 Produzent: Pete Anderson                                         |
| 1987 | Hillbilly DeLuxe Reprise 25567                 | — | UK51 (3 Wo.)UK | US55 Platin · (28 Wo.)US | Country1 (85 Wo.)Country | Erstveröffentlichung: 21. April 1987 Produzenten: Pete Anderson, Dan Fredman, Michael Dumas         |
| 1988 | Buenas Noches from a Lonely Room Reprise 25749 | — | UK87 (1 Wo.)UK | US68 Platin · (15 Wo.)US | Country1 (63 Wo.)Country | Erstveröffentlichung: 2. August 1988 Produzent: Pete Anderson                                       |
| 1990 | If There Was a Way Reprise 26344               | — | — | US96 Platin · (75 Wo.)US | Country7 (146 Wo.)Country | Erstveröffentlichung: 30. Oktober 1990 Produzent: Pete Anderson                                     |
| 1993 | This Time Reprise 45241                        | — | — | US25 ×3Dreifachplatin · (81 Wo.)US | Country4 (108 Wo.)Country | Erstveröffentlichung: 23. März 1993 Produzenten: Pete Anderson, Dusty Wakeman                       |
| 1995 | Gone Reprise 46051                             | — | — | US30 Gold · (14 Wo.)US | Country5 (36 Wo.)Country | Erstveröffentlichung: 31. Oktober 1995 Produzenten: Pete Anderson, Dusty Wakeman                    |
| 1997 | Under the Covers Reprise 46690                 | — | — | US92 (7 Wo.)US | Country8 (18 Wo.)Country | Erstveröffentlichung: Juli 1997 Produzent: Pete Anderson                                            |
| 1997 | Come on Christmas Reprise 46683                | — | — | — | Country32 (6 Wo.)Country | Erstveröffentlichung: November 1997 Produzent: Pete Anderson                                        |
| 1998 | A Long Way Home Reprise 46918                  | — | — | US60 (11 Wo.)US | Country11 (36 Wo.)Country | Erstveröffentlichung: Juni 1998 Produzent: Pete Anderson                                            |
| 2000 | dwightyoakamacoustic.net Reprise 47714         | — | — | US195 (1 Wo.)US | Country24 (18 Wo.)Country | Erstveröffentlichung: 30. Mai 2000 Produzent: Pete Anderson                                         |
| 2000 | Tomorrow’s Sounds Today Reprise 47827          | — | — | US68 (4 Wo.)US | Country7 (35 Wo.)Country | Erstveröffentlichung: 31. Oktober 2000 Produzent: Pete Anderson                                     |
| 2003 | Population: Me Audium 8176                     | — | — | US75 (7 Wo.)US | Country8 (19 Wo.)Country | Erstveröffentlichung: 24. Juni 2003 Produzent: Pete Anderson                                        |
| 2005 | Blame the Vain VIA 6075                        | — | — | US54 (6 Wo.)US | Country8 (23 Wo.)Country | Erstveröffentlichung: 14. Juni 2005 Produzent: Dwight Yoakam                                        |
| 2007 | Dwight Sings Buck VIA 6129                     | — | — | US42 (8 Wo.)US | Country11 (34 Wo.)Country | Erstveröffentlichung: 23. Oktober 2007 Tribute an Buck Owens Produzent: Dwight Yoakam               |
| 2012 | 3 Pears VIA 53177                              | — | — | US18 (7 Wo.)US | Country3 (30 Wo.)Country | Erstveröffentlichung: 18. September 2012                                                            |
| 2015 | Second Hand Heart VIA 54662                    | — | — | US18 (5 Wo.)US | Country2 (20 Wo.)Country | Erstveröffentlichung: 14. April 2015 Produzenten: Dwight Yoakam, Chris Lord-Alge                    |
| 2016 | Swimmin’ Pools, Movie Stars … VIA 00017        | — | — | US62 (1 Wo.)US | Country6 (6 Wo.)Country | Erstveröffentlichung: 7. Oktober 2016 Produzenten: Dwight Yoakam, Gary Paczosa, Jon Randall Stewart |
| 2024 | Brighter Days VIA 04939/LP • 05035CD           | CH38 (1 Wo.)CH | — | — | — | Erstveröffentlichung: 15. November 2024                                                             |

## Filmografie (Auswahl)
- 1992: Red Rock West
- 1994: Visitors – Besucher aus einer anderen Welt (Roswell, Fernsehfilm)
- 1994: Chasers – Zu sexy für den Knast
- 1995: Little Death
- 1996: Sling Blade – Auf Messers Schneide (Sling Blade)
- 1996: Painted Hero
- 1997: Ellen (Fernsehserie, Folge Das Outing)
- 1998: The Sound of War (Fernsehfilm)
- 1998: Die Newton Boys (The Newton Boys)
- 1999: The Minus Man
- 2000: Südlich des Himmels – Westlich der Hölle (South of Heaven, West of Hell)
- 2002: Panic Room
- 2003: Hollywood Cops (Hollywood Homicide)
- 2004: 3-Way
- 2005: Die Hochzeits-Crasher (Wedding Crashers)
- 2005: Three Burials – Die drei Begräbnisse des Melquiades Estrada (The Three Burials of Melquiades Estrada)
- 2006: Bandidas
- 2006: Crank
- 2008: Mein Schatz, unsere Familie und ich (Four Christmases)
- 2009: Crank 2: High Voltage
- 2010: Der letzte Ritt des Ransom Pride (The Last Rites of Ransom Pride)
- 2011: Bloodworth
- 2011–2013: Wilfred (Fernsehserie, 3 Episoden)
- 2014: Under the Dome (Fernsehserie, 7 Episoden)
- 2016: Goliath (Fernsehserie, 7 Episoden)
- 2017: Logan Lucky
- 2021: Cry Macho